# Kdeedu
Kdeedu es un paquete de software educativo desarrollado como parte del proyecto KDE.

## Lista de programas

### Lenguajes
- Kanagram - Un juego de anagramas.
- KHangMan - El juego del ahorcado.
- Kiten - Herramienta de aprendizaje/referencia de Japonés.
- KLatin - Herramienta de aprendizaje de latín
- KLettres - Programa que ayuda a memorizar el abecedario y posteriormente a leer algunas sílabas de distintos idiomas.
- KVerbos - Aplicación diseñada para estudiar las conjugaciones verbales del castellano.
- Parley - Un entrenador de vocabulario usando una aproximación de vocabulario, anteriormente conocido como KVocTrain.

### Matemáticas
- KBruch - Programa para aprender a calcular usando fracciones.
- Kig - Programa para explorar construcciones geométricas.
- KmPlot - Dibuja funciones matemáticas.
- KPercentage - Una pequeña aplicación matemática que ayudará a los alumnos a mejorar su cálculo de porcentajes.

### Varios
- blinKen - Versión informática del juego Simón dice.
- KGeography - Un programa para el aprendizaje de geografía.
- KTouch - Programa para aprender a escribir a máquina.
- KTurtle - Entorno de programación educacional que usa el Logo (Lenguaje de programación).
- KWordQuiz - Una herramienta para aprender nuevo vocabulario.

### Ciencia
- Kalzium - Muestra información sobre la tabla periódica de elementos.
- KStars - Programa para aprender astronomía.

### Herramientas de enseñanza
- KEduca - Programa para crear y revisar tests y exámenes a,b,c.

## Enlaces de interés
- Página web del proyecto educativo de KDE

- Datos: Q1050845
- Multimedia: Kdeedu / Q1050845